# Élisabeth Renzi
Élisabeth Renzi (Maria Elisabetta Renzi (Saludecio, 19 novembre 1786 - Coriano, 14 août 1859) est une religieuse italienne fondatrice des maîtresses pieuses de la Vierge des Douleurs et reconnue bienheureuse par l'Église catholique.

## Biographie
Élisabeth naît à Saludecio le 19 novembre 1786 dans une famille aisée, sa mère vient d'une famille noble d'Urbino et son père est expert évaluateur et administrateur de biens ; c'est d'ailleurs pour mieux exercer sa profession que la famille s'installe à Mondaino en 1791. Selon la coutume de l'époque, vers neuf ans, Élisabeth devient pensionnaire au monastère des clarisses pour recevoir une première éducation.
Le 25 septembre 1807, à l'âge de 21 ans, elle entre au monastère des augustines de Pietrarubbia ; elle doit en sortir en 1810, le monastère étant supprimé par un décret de Napoléon, elle est contrainte de rentrer chez ses parents. En 1821, elle fait une chute de cheval qui lui semble être un signe de Dieu. Son directeur spirituel la rassure en lui dit que sa mission est celle d'éducatrice, et l'envoie à Coriano où se trouve une école pour les filles et les femmes pauvres. En 1820, l'œuvre avait été confié à sœur Marie Agnès, une ancienne moniale clarisse de Forlì. Elle arrive à destination le 29 avril 1824.
Quelques mois après l'arrivée d'Élisabeth, le 16 juillet 1824, les travaux de construction de l'église commencent, elle est bénit le 31 mai 1825 et consacrée à Notre-Dame des Douleurs. En raison de la situation économique incertaine, les maîtresses de l'école ont l'idée de s'unir avec les Filles de la Charité que Madeleine de Canossa avait fondé à Vérone. Le saint a accueilli la proposition avec un certain intérêt. Il se rend deux fois à Coriano pour avoir une idée exacte de la situation et à l'occasion de voir que seule Élisabeth Renzi, parmi les douze filles réunies dans ce petit couvent, donne l'impression d'être dotée d'un esprit religieux et de la capacité de gouvernement qui lui suggère d’assumer la direction de cette école avec le consentement de Mgr Ottavio Zollio, évêque de Rimini, qui la nomme supérieure de la petite communauté. Pour le bon fonctionnement de l'école, elle achète le bâtiment avec l'église et libère l'association de ses dettes, en grande partie grâce à son propre argent. Elle établit en 1829 un règlement pour les enseignantes appelées « pauvres du crucifix ».
Après la mort de Madeleine de Canossa en 1835, Élisabeth constate que la fusion n'a pas eu lieu. En accord avec Francesco Gentilini, évêque de Rimini, elle pose les fondements des maîtresses pieuses de la Vierge des Douleurs. Le 26 août 1839, Mgr Gentilini érige la nouvelle congrégation et le 29 août, Élisabeth et ses dix compagnes font profession religieuse. Après Coriano, elle fonde les communautés de Sogliano al Rubicone, Roncofreddo, Faenza, Cotignola, Mondaino. Elle décède à Coriano le 14 août 1859, à l'âge de 72 ans.
Élisabeth est reconnue vénérable le 8 février 1988 par Jean-Paul II et béatifiée par le même pape le 18 juin 1989. Ses restes mortels sont vénérés dans la chapelle de la maison-mère à Coriano.